# Dōjin

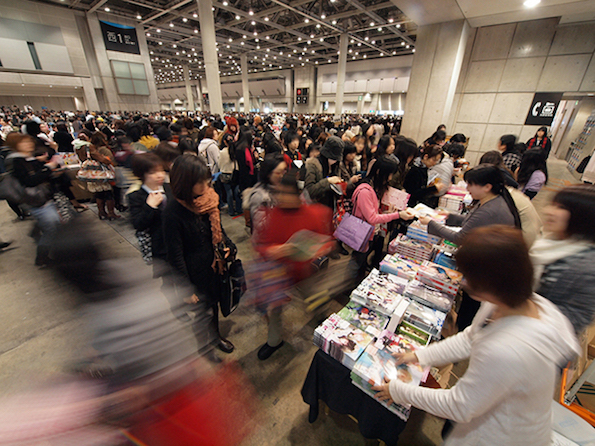
Manga de vânzare la Comic City, un eveniment dōjin din Japonia.

În Japonia, dōjin (同人?) desemnează un grup de oameni care împărtășesc un interes, o activitate sau un hobby comun. Cuvântul este uneori tradus în prin termeni precum „clică”, „fandom”, „coterie”, „societate” sau „cerc” (ca în expresia „cerc de cusut”). Lucrările creative auto-publicate produse de aceste grupuri sunt, de asemenea, numite dōjin, incluzând manga, reviste, romane, muzică (muzică dōjin), anime, produse comerciale și jocuri video (soft dōjin). Lucrările dōjin tipărite sunt numite colectiv dōjinshi.
Lucrările dōjin sunt de obicei de natură amatoricească și derivativă, deși unii artiști profesioniști participă în cultura dōjin ca o modalitate de a publica materiale în afara industriei editoriale obișnuite.
Cercetările anuale realizate de agenția Media Create au arătat că, din cele 186 de miliarde de yeni (1,66 miliarde USD) generate de industria otaku în 2007, vânzările de dōjin au reprezentat 14,9% (aproximativ 274 milioane USD).

## Cercuri literare
Cercurile literare au apărut pentru prima dată în perioada Meiji, când grupuri de scriitori waka, poeți și romancieri cu interese comune se întâlneau și publicau reviste literare (multe dintre acestea continuând să fie publicate și astăzi). Mulți scriitori moderni din Japonia provin din aceste cercuri literare. Un exemplu faimos este Ozaki Koyo, care a condus societatea literară Kenyusha, ce a publicat pentru prima dată lucrări colectate sub formă de revistă în 1885.

## Cercuri de manga

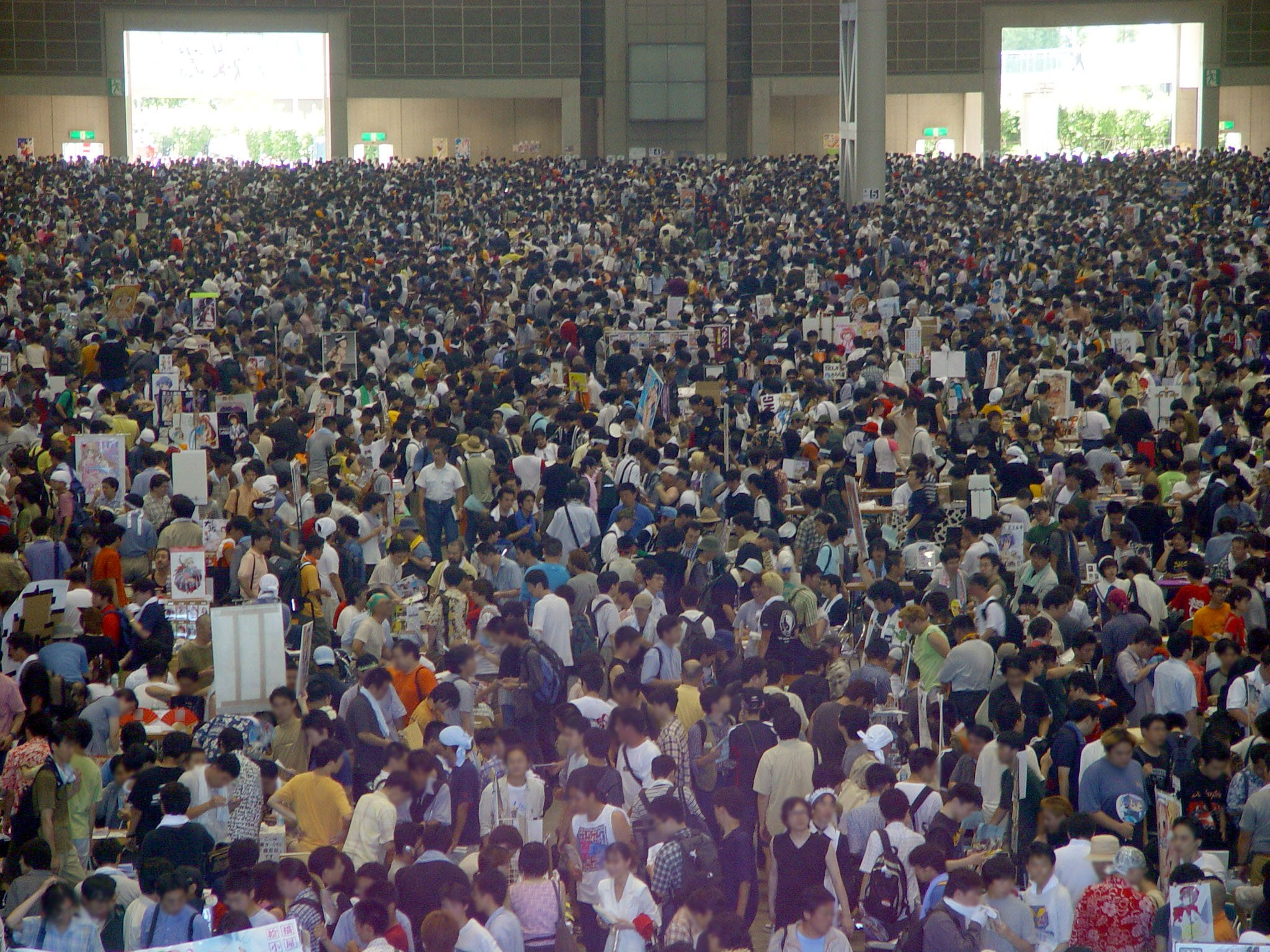
Comiket, cel mai mare eveniment la care se vând lucrări dōjin.

După al Doilea Război Mondial, manga dōjin au început să apară în Japonia. Artiști de manga precum Shotaro Ishinomori (Kamen Rider, Cyborg 009) și Fujio Fujiko (Doraemon) au format grupuri de dōjin, cum ar fi Shin Manga-to (新漫画党?) al lui Fujiko. În acea perioadă, grupurile de dōjin erau folosite de artiști pentru a debuta profesional. Acest lucru s-a schimbat în deceniile următoare, când cercurile de doujin au început să ia forma cluburilor școlare și similare. Această evoluție a culminat în 1975 cu apariția Comiket la Tokio.

## Situația actuală
Fanii dedicați ai doujin participă la convenții regulate, cea mai mare dintre acestea fiind Comiket, organizată vara și iarna la Tokyo Big Sight. Aici, peste 20 acri (81.000 m2) de materiale dōjin sunt cumpărate, vândute și schimbate de participanți. Creatorii de dōjin care își bazează materialele pe lucrările altor creatori publică de obicei în tiraje mici, pentru a evita procesele juridice. Acest lucru face ca produsele unui creator sau cerc talentat să fie extrem de căutate, deoarece doar cei rapizi sau norocoși le pot obține înainte să se epuizeze.
În ultimul deceniu, practica de a crea dōjin s-a extins semnificativ, atrăgând mii de creatori și fani. Progresele în tehnologia de auto-publicare au alimentat această expansiune, făcând mai ușor pentru creatorii de doujin să scrie, să deseneze, să promoveze, să publice și să distribuie lucrările lor.

## Percepția în occident
În culturile occidentale, dōjin sunt adesea percepute ca lucrări derivate din opere existente, fiind comparabile cu ficțiunea realizată de către fani. Într-o anumită măsură, acest lucru este adevărat: multe dōjin sunt bazate pe serii populare de manga, anime sau jocuri video. Totuși, există și numeroase dōjin care conțin materiale originale. Dintre multiplele categorii de dōjin, dōjinshi (同人誌?) sunt cele care primesc cea mai mare expunere în afara Japoniei, precum și în interiorul Japoniei, unde dōjinshi sunt, prin tradiție, cele mai populare și mai numeroase produse dōjin.

## Tipuri
- dōjinshi: lucrări tipărite precum benzi desenate, romane și reviste.
- Software dōjin /joc dōjin (同人ソフト / 同人ゲーム dōjin sofuto / dōjin gēmu?): jocuri, software
- Muzică dōjin (同人音楽 dōjin ongaku?): muzică.
- Bunuri dōjin (同人グッズ dōjin guzzu?): bunuri
- Dōjin erotic (エロ同人 ero dōjin?): dōjin care este explicit sexual sau pornografic (hentai).